# 10 (álbum de Divididos)
10 es el segundo álbum recopilatorio editado por el grupo musical de hard rock de Argentina Divididos.

## Lista de canciones
Todas las canciones fueron compuestas por Ricardo Mollo y Diego Arnedo excepto las señaladas.

| Disco 1 |                                                                                      |                       |          |  |
| N.º     | Título                                                                               | Álbum                 | Duración |  |
| 1.      | «¿Qué tal?» (Mollo, Arnedo, Federico Gil Solá)                                       | Acariciando lo áspero | 2:59     |  |
| 2.      | «Salir a asustar» (Mollo, Arnedo, Gil Solá)                                          | La era de la boludez  | 3:22     |  |
| 3.      | «El burrito» (Mollo, Arnedo, Gil Solá)                                               | Acariciando lo áspero | 3:21     |  |
| 4.      | «Basta fuerte»                                                                       | Otroletravaladna      | 4:54     |  |
| 5.      | «El arriero» (Atahualpa Yupanqui)                                                    | La era de la boludez  | 6:41     |  |
| 6.      | «Rasputín / Hey Jude» (Mollo, Arnedo, Gil Solá / John Lennon, Paul McCartney)        | La era de la boludez  | 3:54     |  |
| 7.      | «Ala delta» (Mollo, Arnedo, Gil Solá)                                                | Acariciando lo áspero | 5:55     |  |
| 8.      | «Soy quien no ha de morir» (Mollo, Pedro Irigaray)                                   | Juntos por chiapas    | 2:24     |  |
| 9.      | «Volver ni a palos»                                                                  | Otroletravaladna      | 2:57     |  |
| 10.     | «Capo-capón»                                                                         | Divididos             | 4:12     |  |
| 11.     | «Dame un limón» (Mollo, Arnedo, Gil Solá, Gustavo Santaolalla)                       | La era de la boludez  | 3:58     |  |
| 12.     | «Paraguay» (Mollo, Arnedo, Gil Solá)                                                 | Acariciando lo áspero | 2:17     |  |
| 13.     | «Ortega y gasés» (Mollo, Arnedo, Gil Solá, Néstor Morales)                           | La era de la boludez  | 2:37     |  |
| 14.     | «El 38 (En vivo)»                                                                    | Viveza criolla        | 2:38     |  |
| 15.     | «Light My Fire (En vivo)» (Ray Manzarek, Robby Krieger, Jim Morrison, John Densmore) | Viveza criolla        | 4:10     |  |

| Disco 2 |                                                   |                       |          |  |
| N.º     | Título                                            | Álbum                 | Duración |  |
| 1.      | «Hace que hace»                                   | Otroletravaladna      | 2:57     |  |
| 2.      | «Tomando mate en la paz» (Mollo, Arnedo, Araujo)  | Otroletravaladna      | 4:24     |  |
| 3.      | «Voodoo Chile» (Jimi Hendrix)                     | Acariciando lo áspero | 4:19     |  |
| 4.      | «¿Qué ves?» (Mollo, Arnedo, Gil Solá)             | La era de la boludez  | 5:15     |  |
| 5.      | «Cielito lindo» (canción popular mexicana)        | Acariciando lo áspero | 3:40     |  |
| 6.      | «15-5»                                            | Otroletravaladna      | 2:31     |  |
| 7.      | «Huelga de amores» (Mollo, Arnedo, Gil Solá)      | La era de la boludez  | 1:54     |  |
| 8.      | «Agua en Buenos Aires»                            | Otroletravaladna      | 5:27     |  |
| 9.      | «Sábado»                                          | Acariciando lo áspero | 4:17     |  |
| 10.     | «Salir a comprar» (Mollo, Arnedo, Gil Solá)       | La era de la boludez  | 4:39     |  |
| 11.     | «Tajo C» (Mollo, Arnedo, Gil Solá, Rubén Pais)    | La era de la boludez  | 2:47     |  |
| 12.     | «Andá a lavártelos»                               | Otroletravaladna      | 1:04     |  |
| 13.     | «Paisano de Hurlingham» (Mollo, Arnedo, Gil Solá) | La era de la boludez  | 4:00     |  |
| 14.     | «Sisters (En vivo)» (Mollo, Arnedo, Gil Solá)     | Viveza criolla        | 5:23     |  |
| 15.     | «Che, qué esperás? (En vivo)»                     | Viveza criolla        | 5:12     |  |